# Theodor von Weinzierl
Theodor Ritter von Weinzierl (* 18. März 1853 in Bergstadtl; † 27. Juni 1917 in Wien) war ein österreichischer Agrarwissenschaftler, Botaniker und Pionier der landwirtschaftlichen Samenkunde in Österreich.

## Leben
Theodor von Weinzierl war ein Sohn des fürstlich Schwarzenberg’schen Domänen- und Bergwerksdirektors Anton von Weinzierl († 1860) und dessen Ehefrau Theresia, geb. Spoth. Der Komponist, Chordirigent und Theaterkapellmeister Max von Weinzierl war sein Bruder.
Er besuchte die Oberrealschule in Wien, legte 1875 am Akademischen Gymnasium die Matura ab und studierte an der Universität Wien bis 1881 Naturwissenschaften.
Theodor von Weinzierl wirkte von 1877 bis 1881 als Assistent der Lehrkanzel für Pflanzenbau an der k.k. Hochschule für Bodencultur in Wien, promovierte 1881 mit seiner bereits 1878 veröffentlichten pflanzenphysiologischen Dissertation „Beiträge zur Lehre von der Festigkeit und Elasticität vegetabilischer Gewebe und Organe“ zum Dr. phil., habilitierte sich 1882 für „Botanik mit Berücksichtigung der landwirtschaftlichen Samenkunde“ und unterrichtete dieses Fach als Privatdozent bis 1897.
Theodor von Weinzierl leitete ab 1886 die 1881 gegründete Samenkontrollstation der Landwirtschaftsgesellschaft in Wien, die 1895 vom Ackerbauministerium verstaatlicht wurde.
Er förderte nachhaltig das pflanzenbauliche Versuchswesen, wobei er zahlreiche Anbauversuche mit Klee- und Grassamenmischungen durchführte, bei Melk ein Versuchsfeld für schwerpunktmäßige Untersuchungen zu Futtergräsern errichtete und auf der Vorderen Sandlingalm bei Bad Aussee einen alpinen Versuchsgarten zum Studium der Futter- und Weidepflanzen auf alpinen Wiesen anlegen ließ.
Ab 1909 leitete er die Versuchswirtschaft auf dem Kraglgut bei Bad Mitterndorf, wo er neue ertragreiche Futtergräser-Sorten züchtete.
Er ist Autor von mehr als 400 Veröffentlichungen zum Thema Futterbau, Weidewirtschaft und Samenkunde und gab zusammen mit dem deutschen Agrarwissenschaftler Friedrich Falke die ersten drei Jahrgänge des „Jahrbuchs über neuere Erfahrungen auf dem Gebiete der Weidewirtschaft und des Futterbaues“ (1913–17) heraus.
Er wurde 1900 Hofrat und 1912 mit dem russischen Sankt-Stanislaus-Orden II. Klasse mit Stern, dem königlich preußischen Roten Adler-Orden I. Klasse und dem päpstlichen Ehrenkreuz Pro Ecclesia et Pontifice ausgezeichnet.
Theodor von Weinzierl war ab 1876 Mitglied der Zoologisch-Botanischen Gesellschaft in Wien und wurde am 22. Oktober 1888 unter der Präsidentschaft des Physikers Hermann Knoblauch in der Fachsektion Botanik unter der Matrikel-Nr. 2803 als Mitglied in die Kaiserliche Leopoldino-Carolinische Deutsche Akademie der Naturforscher aufgenommen.
Er war ab 1897 verheiratet mit Hermine, geborene Schefzik (1875–1946).

## Schriften (Auswahl)
- Beiträge zur Lehre von der Festigkeit und Elasticität vegetabilischer Gewebe und Organe. In: Sitzungsberichte der Kaiserlichen Akademie der Wissenschaften. Mathematisch-Naturwissenschaftliche Classe, 76, Wien 1878, S. 385–461 (Digitalisat)
- Die Schweizerische Samen-Control-Station in Zürich und ihr Einfluss auf de Hebung des Futterbaues. Reisebericht an das hohe k. k. Ackerbauministerium. Wien 1888 (Digitalisat)
- Die qualitatve Beschaffenheit der Getreidekörnerernte des Jahres 1889 in Nieder-Oesterreich. Ein Beitrag zur Frage der Werthbestimmung der Körnerfrüchte auf Grund physikalisch-physiologischer Untersuchungen. Wien 1890 (Digitalisat)
- Jahresbericht der Samen-Control-Station der k. k. Landwirthschafts-Gesellschaft in Wien für die Functionsperiode vom 1. August 1888 bis 1. August 1889. Wien 1890 (Digitalisat)